# Pascal Rüegg
Pascal Rüegg (13 dicembre 1996) è un giocatore di football americano svizzero che gioca come wide receiver per i Baselland Pioneers (touch football).